# Șurdești

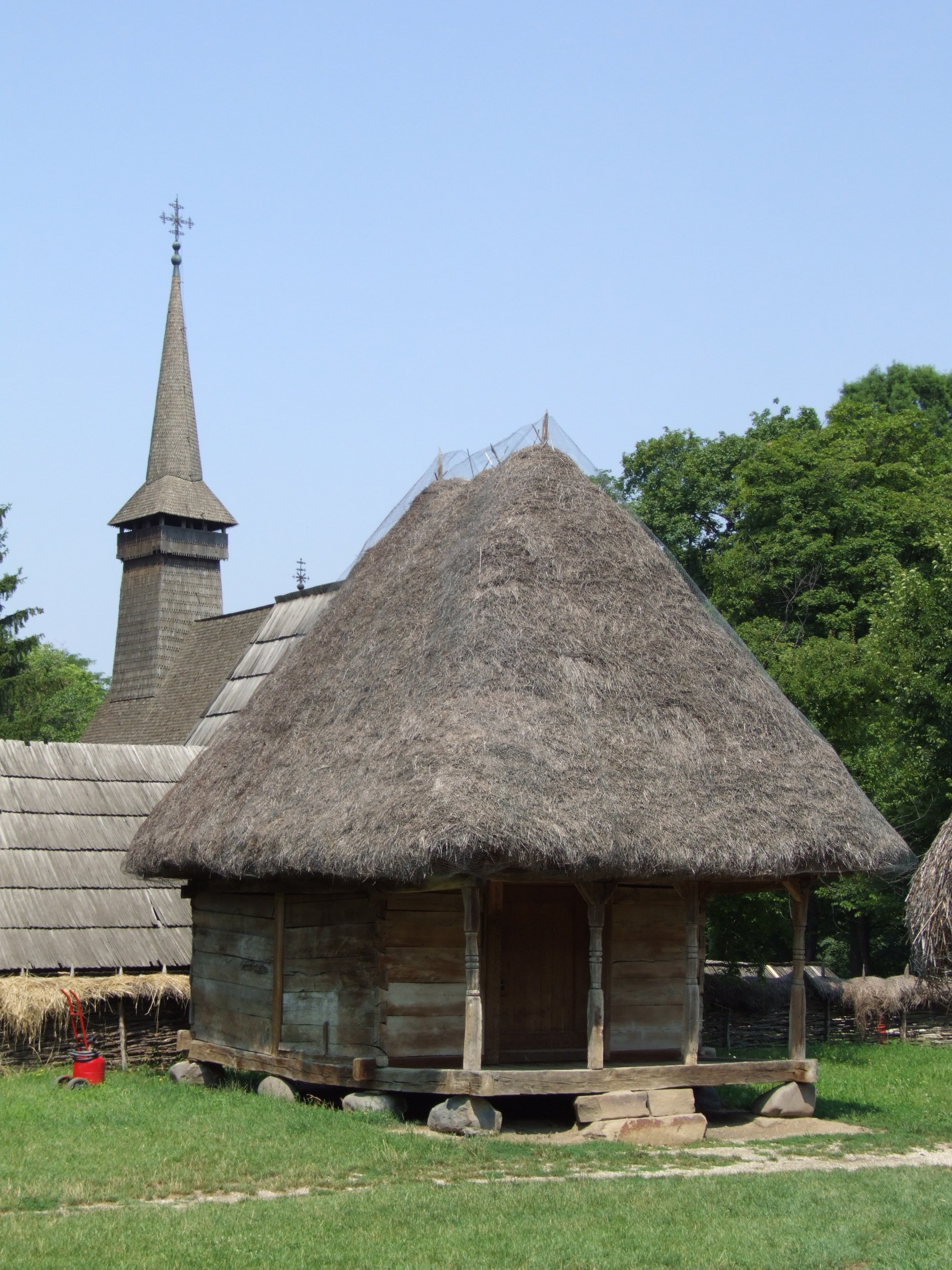
Drewniany dom z Șurdești, znajdujący się obecnie w Muzeum Wsi w Bukareszcie

Șurdești – wioska w gminie Șișești, w okręgu Marmarosz w Rumunii. Znajduje się w niej kościół drewniany pod wezwaniem św. Archaniołów z XVIII w. z jedną z najwyższych w Europie wież drewnianych.